# 新米科拉伊夫卡 (錫內利尼科韋區)
48°28′41″N 35°35′10″E / 48.47806°N 35.58611°E
新米科拉伊夫卡（烏克蘭語：Новомиколаївка），是烏克蘭的村落，位於該國中部第聶伯羅彼得羅夫斯克州，由錫內利尼科韋區宰采韋市鎮負責管轄，分別距離羅馬尼夫卡4公里、马克西米夫卡3.5公里和迈斯凯1公里，海拔高度108米。